# Formula One Race Car Engineering
Formula One Race Car Engineering (FORCE) war ein kurzlebiges britisches Konstruktionsbüro, das 1985 und 1986 zwei als „Lola“ bezeichnete Formel-1-Rennwagen entwickelte. Das Unternehmen ging auf die US-Amerikaner Carl Haas und Teddy Mayer zurück, die mit FORCE eine Basis für ihr Formel-1-Team Haas (USA) schufen.

## Unternehmensgeschichte
Carl Haas betrieb ab 1983 zusammen mit dem Schauspieler Paul Newman unter der Bezeichnung Newman/Haas Racing einen Rennstall in der US-amerikanischen Champ-Car-Serie. Für die Champ-Car-Saison 1985 gewann Haas den amerikanischen Lebensmittelkonzern Beatrice Foods als Sponsor seines Teams. Zugleich wurde vereinbart, dass Beatrice eine Expansion des Rennstalls in die Formel 1 finanziell unterstützen sollte. Anders als in der Champ-Car-Serie, in der die Teams zugekaufte Chassis beliebiger Rennwagenhersteller einsetzen konnten, war in der Formel 1 erforderlich, dass jedes Team die alleinigen Rechte an dem eingesetzten Auto besaß. Damit war im Regelfall der Bau eines eigenen Rennwagens verbunden.
Haas gründete daraufhin Anfang 1985 im Umfeld des Londoner Flughafens Heathrow bei London ein eigenes Konstruktionsbüro mit der Bezeichnung Formula One Race Car Engineering (Akronym: FORCE). Die Leitung der Einheit übernahm Neil Oatley, den Haas von Williams abgeworben hatte; weitere Ingenieure waren Ross Brawn und John Baldwin. Im Frühjahr 1986 kam für kurze Zeit außerdem Adrian Newey hinzu, der als Aerodynamiker arbeitete.
FORCE konstruierte zunächst einen als THL1 bezeichneten Rennwagen, der im Spätsommer 1985 erschien und vom Team Haas (USA) in der Formel-1-Weltmeisterschaft eingesetzt wurde. Für die Saison 1986 überarbeitete FORCE das Modell, das daraufhin mit anderem Motor als THL2 im Betrieb war. Die Leistung von FORCE beschränkte sich auf Konstruktionstätigkeiten; aufgebaut wurden die Autos jeweils bei Haas in Colnbrook.
Nachdem sich der Sponsor Beatrice im Frühjahr 1986 aus dem Projekt zurückgezogen hatte, reduzierte FORCE die Weiterentwicklung des Autos; in der zweiten Saisonhälfte 1986 stellte FORCE die Arbeit ein. Das Unternehmen wurde in der Folgezeit aufgelöst.

## Beziehung zu Lola
Carl Haas war von Beginn an bemüht, den THL1 und später auch den THL2 mit dem britischen Rennwagenhersteller Lola Cars in Verbindung zu bringen. Das spiegelt sich bereits in der Modellbezeichnung THL wider, die für Team Haas Lola stand. Die Meldungen erfolgten offiziell als Lola THL1 und Lola THL2; eine formale Zuordnung der Autos zu FORCE unterblieb dagegen. In den Medien und in der Literatur werden verschiedene Kombinationen der Modellbezeichnung verwendet, darunter Lola Beatrice THL oder Lola-Haas THL; vereinzelt findet sich auch die Bezeichnung Lola FORCE, die allerdings werksseitig nie verwendet wurde.
Die Zuordnung der Autos zu Lola hatte ihren Grund allein im Marketing. In der Motorsportliteratur besteht weitgehend Einigkeit darüber, dass die Haas-Modelle THL1 und THL2 nahezu vollständig von FORCE konstruiert wurden. Lola war allenfalls in wenigen Details beteiligt. Eine Lola-Monografie beschreibt den Lola-Gründer Eric Broadley als technischen Berater dieses Projekts. Mit der Behauptung einer Lola-Beziehung versuchte Carl Haas, die Seriosität seines Projektes deutlich zu machen, denn er versprach sich von dem etablierten Namen Lola eine größere Wirkung als von dem neu gegründeten FORCE-Studio. In der Literatur werden die THL-Modelle daher auch als Lola-badged Cars (dt. etwa: „Autos mit Lola-Aufkleber“) bezeichnet.

## Autos

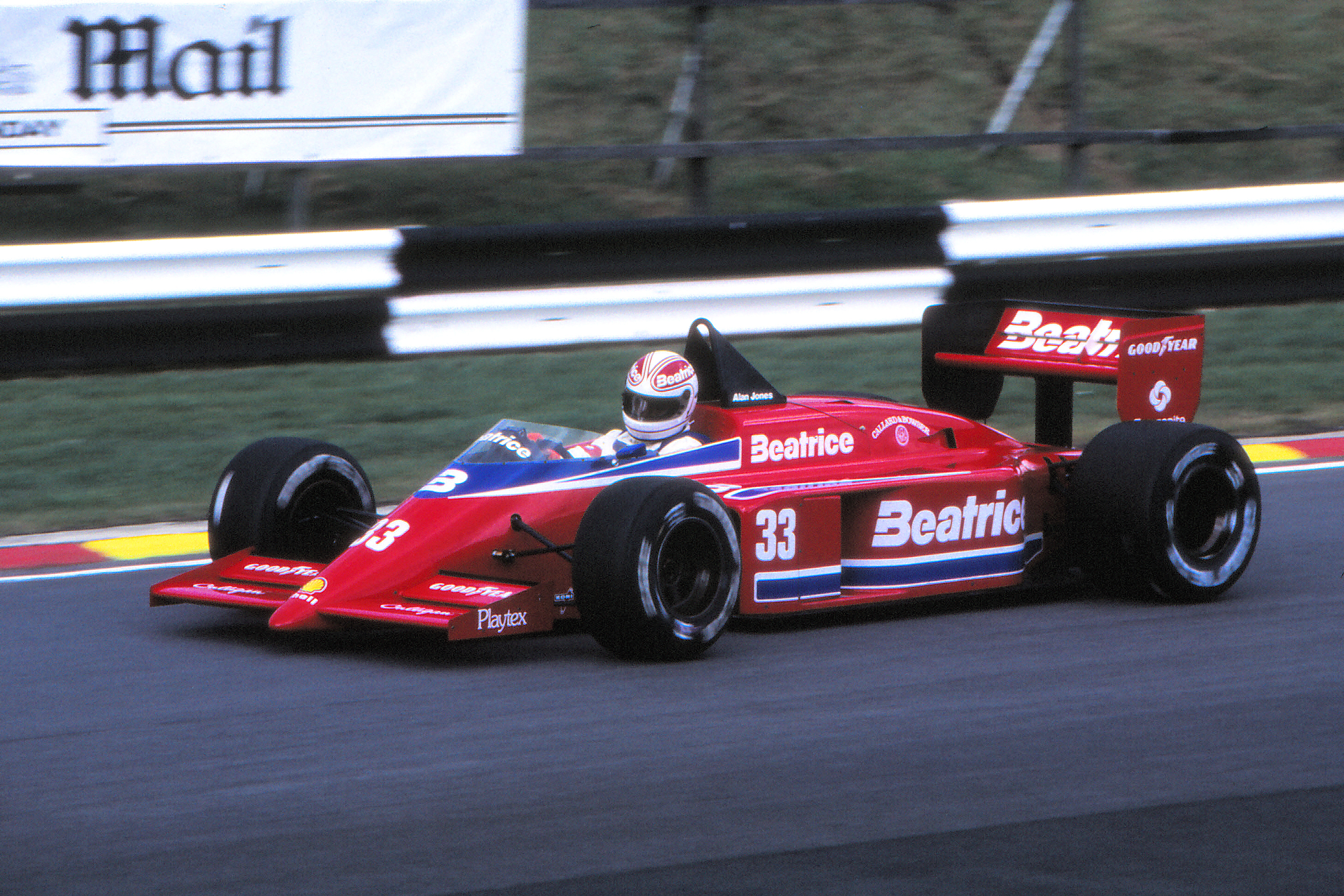
Lola THL1

Die Autos, die FORCE für das Team Haas (USA) konstruierte, waren „gänzlich konventionelle Fahrzeuge“. Sie waren originär für den Einsatz mit dem neuen, von Ford finanzierten und von Cosworth entwickelten Turbomotor der Baureihe GBA vorgesehen, den Haas exklusiv erhalten sollte. Weil sich die auf den Spätsommer 1985 prognostizierte Fertigstellung des GBA nicht verwirklichen ließ, das Team seine Meldung zu den letzten Saisonrennen 1985 aber bereits abgegeben hatte, erschien der THL1 bei seinem Debüt ersatzweise mit einem Turbomotor von Hart Racing Engines (415T), der leistungsschwach und unzuverlässig war. Das Team erreichte mit diesem Übergangsmodell bei acht Starts nur eine Zielankunft und fuhr keine Weltmeisterschaftspunkte ein. Mit dem THL2, der mit dem Cosworth-Motor ausgestattet war und beim Großen Preis von San Marino 1986 debütierte, kam Haas mit zwei Fahrern insgesamt dreimal in den Punkterängen ins Ziel und belegte am Saisonende mit sechs Punkten den achten Rang der Konstrukteursmeisterschaft.